# Симптом Фреголи
Симпто́м Фре́голи — бредовая убеждённость в том, что мнимый преследователь постоянно меняет свою внешность до неузнаваемости, предстаёт в самых разных обликах: мужчины, женщины, старика, ребёнка, животного и даже неодушевлённого объекта для того, чтобы остаться неузнанным. Данный феномен встречается у лиц, страдающих бредом преследования. Симптом Фреголи считается разновидностью симптома ложного узнавания (входит в синдром Капгра, наряду с бредом положительного двойника, бредом отрицательного двойника и бредом интерметаморфозы).
Название «симптом Фреголи» происходит от имени итальянского актёра Л. Фре́голи, славившегося своим умением менять внешность по ходу действия. В романе Набокова «Отчаяние» (1934) главный герой переодевается «необычайно быстро, с лёгкой стремительностью некоего Фреголи».
Синдром впервые описан в 1927 году в статье П. Курбона (фр. P. Courbon) и Дж. Фейла (фр. G. Fail) фр. «Syndrome d’illusion de Frégoli et schizophrénie». 27-летняя страдающая шизофренией женщина считала, что её преследуют два актёра из театра, где она часто бывала, принимая вид людей, которых она знала или встречала.